# Musical
Musicals kunnen toneeluitvoeringen zijn (theatermusical) of films (filmmusical). Buiten de context van films is het soms de gewoonte om met 'musical' zonder nadere aanduiding een theatermusical te bedoelen.
Een theatermusical is een vorm van theater die muziek, liedjes, gesproken dialogen en dans combineert. Het emotionele deel van het stuk – humor, pathos, liefde, woede – en ook het verhaal op zich worden gebracht door woorden, muziek, bewegingen en technische aspecten als entertainment in een geïntegreerd geheel. Sinds het begin van de 20e eeuw worden musical-theaterstukken kortweg musicals genoemd. 
Doorgaans hebben acteurs voor musicals aan een musicalopleiding gestudeerd.
Hoewel muziek altijd al deel uitmaakte van drama en theater, bijvoorbeeld in de Griekse tragedie en later ook in de opera en operette, kwam de moderne westerse musical op in de 19e eeuw. Veel eigenschappen van de theatervorm werden geschapen door het werk van Gilbert en Sullivan in Engeland, of Harrigan en Hart in Amerika. Deze werden gevolgd door verschillende komedies en musicals van de hand van Amerikanen als George M. Cohan, aan het begin van de 20e eeuw. Er werden artistiek gezien grote stappen gezet, wat leven gaf aan klassieke musicals als Show Boat (1927) en Oklahoma! (1943).
Enkele van de bekendste musicals door de jaren heen zijn West Side Story (1957), The Fantasticks (1960), Hair (1967), A Chorus Line (1975), Les Misérables (1985), The Phantom of the Opera (1986), Rent (1996), The Producers (2001), Wicked (2003), The Book of Mormon (2011) en Hamilton (2015).
Theatermusicals worden vaak opgevoerd in grote theaters, zoals op Broadway in New York of West End in Londen. Ook zijn er musicals die geproduceerd worden voor kleinere podia, zoals off-Broadway (een benaming voor theaters met minder dan 500 zitplaatsen), tourende voorstellingen of amateurtheater.

## Geschiedenis

### Eerste musicals
De eerste musicals werden aan het einde van de 19e eeuw in New York geproduceerd. Het genre kwam voort uit de vaudeville- en revuetraditie, met als belangrijkste verschil dat musicals een doorlopend verhaal kenden. Daarmee was de musical eveneens verwant aan opera en operette. Componisten als Gilbert en Sullivan maakten producties op de rand van operette en — wat later bekend zou worden als — musical. Bekende producties zijn H.M.S. Pinafore (1878) en The Mikado (1885).

### 1900-1940
Aan het begin van de 20e eeuw werd de musical bij de massa populair. Door de Amerikaanse crisis van de jaren 30, de Eerste Wereldoorlog en andere economische misère, zocht het publiek afleiding. Dit vonden ze veelvuldig in de voorstellingen van George en Ira Gershwin, Irving Berlin, Cole Porter en Rodgers en Hart. Het maakte vaak gebruik van invloeden uit vaudeville, music hall en ander licht entertainment, en legde vaak nadruk op grootschalige dansroutines en populaire liedjes. Een verhaallijn of plot ontbrak vaak.
Dat veranderde met de première van Show Boat, een musical van Jerome Kern en Oscar Hammerstein II. Deze musical maakte ook gebruik van grootschalige dansroutines en populaire muziek, maar had een sterke verhaallijn en maatschappelijke boodschap in de voorstelling. Veel andere makers raakten geïnspireerd door Show Boat, wat de 'Golden Age of Musical' inluidde. De Gershwins schreven Of Thee I Sing, een satirische musical met politiek commentaar. Ook Porgy and Bess schuwde maatschappelijk commentaar niet. Kurt Weill, ook niet onbekend met satire na het maken van de Driestuiveropera, schreef Knickerbocker Holiday.

### The Golden Age
Rodgers en Hammersteins Oklahoma! (1943) was het kroonwerk van de revolutie die Show Boat bijna twintig jaar eerder was begonnen. Oklahoma integreerde alle aspecten van musical, met een duidelijke verhaallijn, liedjes die de acties verder helpen, en dansroutines die het narratief verder helpen en de personages ontwikkelden. Dit in plaats van een excuus om schaars geklede dames te laten dansen. Enkele bekende werken uit de periode die 'The Golden Age' wordt genoemd zijn de werken van Richard Rogers en Oscar Hammerstein II, die samen onder andere Carousel (1945), South Pacific (1949), The King and I (1951) en The Sound of Music (1959) maakten.
Andere bekende makers uit de jaren 1900-1940 zijn Leonard Bernstein met On the Town (1944) en Irving Berlin met Annie Get Your Gun (1946).

### 1950-1980
In de jaren 50 tot 80 waren er veel ontwikkelingen in de musical. De maatschappelijke rol ontwikkelde zich, en er was meer ruimte voor experiment. Enkele grote successen en bekende makers zijn:
- My Fair Lady, Alan Jay Lerner en Frederick Loewe (1956)
- West Side Story, Leonard Bernstein, Stephen Sondheim en Arthur Laurents (1957)
- Gypsy, Jule Styne, Stephen Sondheim en Arthur Laurents (1959)
- Fiddler on the Roof, Jerry Bock en Sheldon Harnick (1964)
- Hello, Dolly!, Jerry Herman (1964)
- Funny Girl, Isobel Lennart en Jule Styne (1964)

In de jaren 60 en 70 ontwikkelde Stephen Sondheim zich tot een van de succesvolste musicalcomponisten en schrijvers van het moment. Tegenwoordig wordt hij gezien als een van de beste musicalmakers aller tijden. Zijn producties waren anders dan de tot dan toe succesvolle musicals. Ze waren rauwer, minder gestroomlijnd, muzikaal ingewikkelder en het ging over herkenbare emoties. Ook komt de 'concept musical' van zijn hand: een musical zonder verhaallijn, met alleen een verbindend thema.
Succesvolle producties van hem zijn:
- Company, 1970
- A Little Night Music, 1973
- Sweeney Todd, 1979
- Sunday in the Park with George, 1984
- Into the Woods, 1987

Andere musicals volgden zijn voorbeeld en verkenden de randen van de maatschappij. Zo maakten Kander & Ebb Cabaret over het opkomend nazisme, en Chicago over moord en media.

### 1980-heden
Na het succes van Hair volgden er meer rockmusicals, zoals Jesus Christ Superstar, The Rocky Horror Show en Evita. Veel rockmusicals begonnen met een 'concept-album' en ontwikkelden zich dan door tot musical, zoals Tommy. De musicals hadden soms geen dialogen, of waren op een andere manier te vergelijken met klassieke opera, onder andere door het gebruik van grote, dramatische thema's en emoties.
Musicals als Raisin, Dreamgirls, Purlie en The Wiz brachten grote Afro-Amerikaanse invloeden naar het theater. Ook andere muziekstijlen werden geïntroduceerd in de musicals.
In de jaren 70 en 80 ontwikkelde Andrew Lloyd Webber zich tot populaire musicalcomponist, met enorm succesvolle producties als Jesus Christ Superstar (1970), The Phantom of the Opera (1986), Cats (1981) en Sunset Boulevard (1993).
In 1980 ging Les Misérables in première, wat de langste lopende musical ter wereld is.
De jaren 90 werden getekend door Disney, die musicalversies van zijn films ging maken. Beauty and the Beast, The Lion King en Aida waren grote successen. Ook was er veel ontwikkeling in kleinschaligere musical, als antwoord op de mega-producties van Lloyd Webber en Disney. Hieruit kwamen onder andere Falsettoland, Little Shop of Horrors en Bloedbroeders voort.
In de 21e eeuw is herkenbaarheid een sleutelwoord geworden voor producenten en investeerders, die graag hun investering willen terugverdienen. De meeste producties zijn hernemingen van bekende producties of musicalbewerkingen van succesvolle films of boeken, zoals Mary Poppins, Wicked, Shrek, Legally Blonde en Waitress. Critici vinden dat, door het hergebruiken van filmplots, Broadway en West End veranderen in een toeristische attractie, in plaats van een creatieve hub.
Sommige producenten investeren wel in kleinschaliger nieuw materiaal, wat enkele enorme successen heeft voortgebracht. Enkele bekende nieuwe producties zijn Urinetown (2001), Avenue Q (2003), The Light in the Piazza (2005), Spring Awakening (2006), In the Heights (2007), Next to Normal (2009), American Idiot (2010), The Book of Mormon (2011) en Hamilton (2015). Hamilton was een van de succesvolste musicals van de afgelopen jaren, en wordt gezien als enorme stap vooruit in de toekomst van de musical.

## Musical in Nederland
In Nederland werden de eerste musicals in de jaren vijftig uit Amerika geïmporteerd; Porgy and Bess (1957) (eigenlijk een opera) en Free and Easy (1959). In de jaren zestig kwamen met Kiss Me, Kate, My Fair Lady,Oliver Twist, en Anatevka de eerste Nederlandse producties op de planken. Annie M.G. Schmidt en Harry Bannink schreven de eerste origineel Nederlandstalige musicals, zoals Heerlijk duurt het langst (1965) en En nu naar bed (1971). In de jaren zeventig waren Jos Brink en Frank Sanders met hun groep Tekstpierement de drijvende kracht achter de Nederlandse musical. Hun eerste musical, Maskerade, was meteen een succes.
In de jaren tachtig vierde theater Carré zijn honderdjarig bestaan met de musical Cats. Mede door het succes hiervan begon Joop van den Ende grootschalige musicals naar Amerikaans voorbeeld te produceren, waaronder Les Misérables, The Phantom of the Opera en Cabaret. Hij opende musicaltheaters in Scheveningen (Circustheater) en Utrecht (Beatrix Theater), waar net als in Amerika, producties net zo lang kunnen blijven draaien als het publiek er belangstelling voor heeft (open eind-producties). In 2010 ging in Amsterdam het derde open-eindtheater open: het nieuwe DeLaMar theater.
In 1991 produceerde Van den Ende zijn eerste eigen musical, Cyrano de Bergerac. Hiervoor werd het Franse toneelstuk Cyrano de Bergerac door Koen van Dijk herschreven. In 1993 en begin 1994 werd de musical bewerkt en op Broadway gespeeld, met matig succes. In 1994 werd de Amerikaanse versie een paar maanden in Carré gespeeld. Sindsdien produceerde zijn bedrijf, Stage Entertainment, meerdere nieuwe musicals. Ook andere producenten produceerden nieuwe Nederlandse titels, zoals Wat Zien Ik, Doe Maar! en Ciske de Rat.
Vanaf 2001 sloot Joop van Den Ende een deal met Disney Theatrical Productions om Disney-musicals te produceren in Nederland. Daar vloeiden titels uit als: Aida (2001-2003), The Lion King (2004-2006), Beauty and the Beast (2005-2007), Tarzan (2007-2009), High School Musical (2009), Mary Poppins (2010-2011), The Little Mermaid (2012-2013) en Aladdin (2021).
Van de jaren 80 tot ongeveer 2005 waren musicals zeer populair in Nederland. Na 2005 daalde het aantal bezoekers in het theater, in alle genres. Echter zijn de bezoekersaantallen voor musicals nog altijd het hoogst.
Tegenwoordig zijn er zo'n acht producenten, waarvan Stage Entertainment de grootste is. Enkele andere producenten zijn BOS Theaterproducties, De Graaf & Cornelissen Entertainment, Albert Verlinde Entertainment, Theater Alliantie, Studio 100 en MediaLane.
Sinds 2000 worden er jaarlijks de Musical Awards uitgereikt aan de beste producties, acteurs en creatives.

## Musical in Vlaanderen
In Vlaanderen zijn in het verleden heel veel grote musicals opgevoerd. In 2003 werden door minister van Cultuur Paul van Grembergen de musicalsubsidies geschrapt. Hierdoor werd de musicalafdeling van het Koninklijk Ballet van Vlaanderen, die onder leiding van Linda Lepomme stond, gesloten. Het produceren van musicals werd nu veel kostbaarder dan voorheen. De enige productiehuizen die musicals zelf zijn gaan produceren zijn Studio 100 en Stage Entertainment Belgium. Music Hall Promotions bleef samenwerken met V&V Entertainment om Vlaamse musicals te produceren. Tussen 2006-2007 liepen de succesmusicals Mamma Mia! en Beauty and the Beast van Stage Entertainment en medio 2007 werd Kuifje: De Zonnetempel, met o.a. Jelle Cleymans een groot succes. Ten slotte plande Studio 100 in 2008 zijn prestigeproject Daens en in 2014 de musical over de Eerste Wereldoorlog '14-'18 (musical). Na het grote succes van '14-'18 ging enkele jaren later in 2018 de musical 40-45 van start in het gloednieuwe Studio100 Pop-Up Theater te Puurs waar er meer dan 750.000 tickets voor verkocht waren. In 2020 ging opnieuw de spektakel-musical Daens (2.0) in première in het Studio100 Pop-Up Theater met vele bekenden in de cast zoals oa. Free Sauffriau, Peter Van de Velde, Jelle Cleymans, Jo De Meyere, Manou Kersting.
Het kleine productiehuis Judas Theater Producties baant zich nu ook een weg naar professionele voorstellingen. The Last Five Years met Ann Van den Broeck en Jan Schepens kreeg in 2008 veel bijval van pers en publiek.
Het Conservatorium van Brussel biedt een 4-jarige professionele musical-opleiding op bachelorniveau aan. Vanaf 2023 is het ook mogelijk om de masteropleiding te volgen in de musicalafdeling.